# 더 미싱 패신저스
더 미싱 패신저스(The Missing Passengers)는 아일랜드의 음악 그룹이다. 유로비전 송 콘테스트 1989에서 키브 코널리와 함께 아일랜드 대표로 참가했다.